# Canonical Ltd.

Скріншот робочого столу та параметрів системи Ubuntu 24.04.1 LTS (Початок 2025 року) - головного продукту компанії.

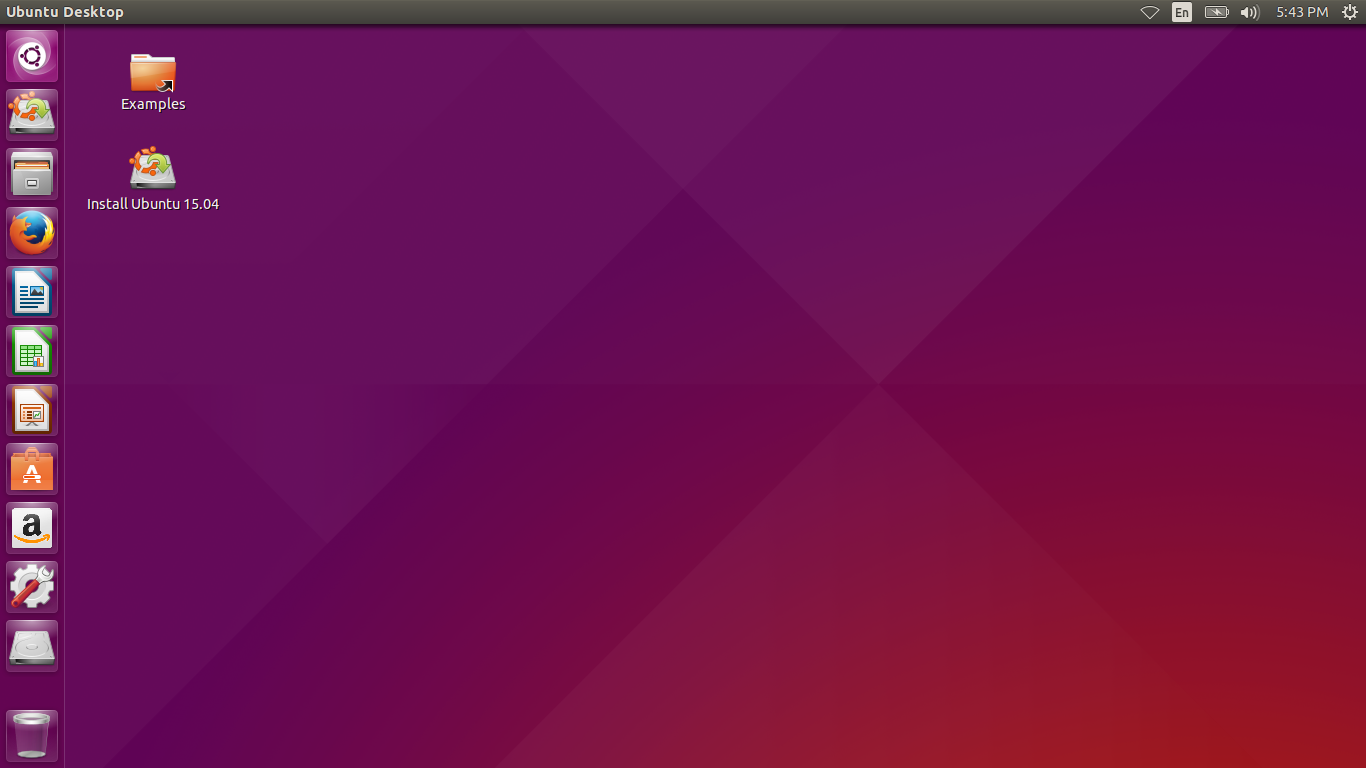
Скриншот стільниці Ubuntu 15.04 Vivid Vervet — головного продукту компанії.

Canonical Ltd. — приватна компанія, заснована і фінансована південноафриканським підприємцем Марком Шаттлвортом для популяризації проєктів вільного програмного забезпечення, займається розробкою та підтримкою вільної операційної системи Ubuntu та ряду суміжних програмних проєктів. Також на початку 2013 року було анонсовано майбутній випуск Ubuntu для телефонів.
Canonical зареєстрована на Острові Мен і має співробітників у всьому світі, включаючи офіси у Лондоні, Монреалі, Тайбеї, Шанхаї, Сан-Паулу, Бостоні та острові Мен.
17 серпня 2008 Canonical приєдналася до організації Linux Foundation.

## Проєкти, що спонсоруються Canonical Ltd

### Проєкти програмного забезпечення з відкритим кодом
- Ubuntu — дистрибутив GNU/Linux, заснований на Debian;[9]
  - підтримка похідних від Ubuntu дистрибутивів: Lubuntu (LXDE-версія), Xubuntu (Xfce-версія), Kubuntu (KDE-версія), і Edubuntu (орієнтований на шкільне середовище);
- Bazaar — система децентралізованого керування версіями;[10]
- Launchpad — вебзастосунок і вебсайт, що дозволяє користувачам розвивати і підтримувати програмне забезпечення, зокрема, вільне програмне забезпечення.

### Проєкти просування програмного забезпечення з відкритим кодом
- Software Freedom Day
- Go OpenSource — кампанія ПАР, що проводилася із травня 2004 року по травень 2006 року з поширення інформації, навчання дітей і надання доступу до програмного забезпечення з відкритим кодом.
- GEEK Freedom League — проєкт ПАР, метою якого є ознайомлення максимальної кількості громадян із відкритим програмним забезпеченням шляхом встановлення окремих програм на їхні комп'ютери. Будь-хто з охочих може зареєструватися на сайті й одержати всі матеріали, необхідні для «звернення» користувачів і комп'ютерів.
- Freedom Toaster

### Колишні проєкти
- TheOpenCD — колекція високоякісного вільного програмного забезпечення з відкритим кодом. Програми запускаються в Microsoft Windows і дозволяють вирішувати більшу частину основних задач. Остання версія 4.0 вийшла 28 квітня 2011 року, після чого проєкт більше не підтримується.[11][12]

## Виноски
1. ↑  The Isle of Man Companies Registry, Annual Return 2005 for Company no. 110334C (non-distributable, available for a fee of £1.00)(англ.)
2. ↑  Єдиний державний реєстр юридичних осіб та фізичних осіб-підприємців — 1988.
3. ↑  Архівована копія. Архів оригіналу за 27 жовтня 2012. Процитовано 19 лютого 2013.{{cite web}}:  Обслуговування CS1: Сторінки з текстом «archived copy» як значення параметру title (посилання)(англ.)
4. ↑  Vance, Ashlee (11 січня 2009). Ubuntu and its Leader Set Sights on the Mainstream. New York Times. Архів оригіналу за 7 квітня 2011. Процитовано 28 квітня 2010.(англ.)
5. 1 2  About Canonical. Canonical Ltd. Архів оригіналу за 26 червня 2013. Процитовано 20 серпня 2012. We've come a long way since our launch in 2004. We now have over 500 staff in more than 30 countries, and offices in London, Boston, Taipei, Montreal, Shanghai, São Paulo and the Isle of Man.(англ.)
6. ↑  Canonical Group Limited. Companies House. Архів оригіналу за 26 червня 2013. Процитовано 7 січня 2010. Company No. 06870835(англ.)
7. ↑  Ubuntu comes to the phone, with a beautifully distilled interface and a unique full PC capability when docked [Архівовано 24 лютого 2013 у Wayback Machine.](англ.)
8. ↑  Canonical Joins The Linux Foundation [Архівовано 21 серпня 2008 у Wayback Machine.](англ.)
9. ↑  UK registered trademark #E4059119 «UBUNTU», filed 2004-09-29.(англ.)
10. ↑  UK registered trademark #E5152467 «BAZAAR», filed 2006-06-21.(англ.)
11. ↑  Open CD releases (англійською) . Canonical Ltd. Архів оригіналу за 4 травня 2013. Процитовано 29 серпня 2011. [Архівовано 2013-05-04 у Wayback Machine.](англ.)
12. ↑  Open CD project (англійською) . Canonical Ltd. Архів оригіналу за 21 вересня 2019. Процитовано 29 серпня 2011. [Архівовано 2019-09-21 у Wayback Machine.](англ.)